# Cerhenice
Cerhenice jsou městysem ležící v okrese Kolín asi 11 km severozápadně od Kolína. Žije zde přibližně 1 900 obyvatel. Katastrální území obce má rozlohu 1 063 ha. V roce 2011 zde bylo evidováno 626 adres. Součástí obce je i vesnice Cerhýnky a malá osada Radimek.
U obce se nachází železniční zkušební okruh Výzkumného ústavu železničního.
Cerhenice je také název katastrálního území o rozloze 9 km².

## Historie
První písemná zmínka o obci pochází z roku 1295. Původní jméno obce bylo Crhynici, tedy ves lidí Crhyňových. Během vývoje se z původního jména stala vesnice Crhynice a později Cerhenice. Kolem roku 1340 byly v Cerhenicích tři vladycké statky. Později tu byla zbudována tvrz, stávala na místě pivovaru, který byl postaven v roce 1118[zdroj?]. Začátkem 16. století byly Cerhenice, zásluhou Elišky ze Střížkova povýšeny na městečko. Do poloviny 16. století zde měla sídlo Jednota českých bratří. Za třicetileté války (1618–1648) byly Cerhenice úplně vylidněny. Vesnice byla vypálena, obyvatelé rozptýleni do okolí a nebo pobiti. Po skončení války se obec pomalu zalidňovala. Kolem roku 1690 se staly Cerhenice majetkem Šternberků a v roce 1718 zde bylo 32 usedlostí. V roce 1758 prodal František ze Šternberka obec Marii Terezii. V roce 1778 byl pod vlivem selských bouří vydán rozkaz, aby všechna pole a louky ve vlastnictví státu a měst byla rozdělena na menší usedlosti. Robota byla nahrazena peněžitými dávkami a v roce 1781 bylo zrušeno nevolnictví. V místní škole se vyučovalo už v 16. století a zřejmě i v době pobělohorské, kdy veškeré školství v Čechách upadalo.
Roku 1845 začaly projíždět u Cerhenic první vlaky po důležité železnici mezi Prahou, Pardubicemi a Olomoucí, ale nádraží zde přes veškeré úsilí nebylo vybudováno (pouze zastávka). Industrializace se na Cerhenicích projevila především stavbou cukrovaru, který byl zprovozněn v roce 1864/1871. Tato původně Společná rolnická továrna na cukr se stala dominantou a poznávacím znamením obce. Cukrovar ovšem měl od svého založení problémy a byl 2x uzavřen, 
stav cukrovaru se zlepšil až prodejem pražskému velkoobchodníkovi M. B. Kohnovi v roce 1888, od té doby byl cukrovar už v provozu a fungoval se ziskem. Později se cukrovar stal majetkem Pečecké rafinerie cukru. V roce 1907 byl cukrovar rozšířen o rafinérii a v roce 1909 o nové skladiště podle projektu Bruno Bauera. V roce 1945 byl cukrovar zestátněn. Zajímavostí také je, že areál cukrovaru byl napojen na 3,6 km vzdálenou železniční stanici Velim, i když leží přímo vedle tratě. Tohle průmyslové dědictví je ovšem dnes nevyužito a chátrá, poslední řepná kampaň na cukrovaru proběhla v roce 1997/1998, většina budov byla zbořena v letech 2001 - 2002 a dnes zbývá pouze 66 metrů vysoký komín, dále jsou zachovány administrativní budovy, skladiště surového a bílého cukru a kanceláře. Další promeškanou příležitostí v Cerhenicích je přestavba místní tvrze v Zámecké ulici (čp. 137, od konce 18. století do roku 1918 sloužila jako pivovar), která v letech 2002 - 2004 setřela její renesanční vzhled (původ budovy je gotický). To vedlo k jejímu vyškrtnutí z památkového fondu roku 2005.
Od 23. ledna 2007 byl obci vrácen status městyse.

### Územněsprávní začlenění
Dějiny územněsprávního začleňování zahrnují období od roku 1850 do současnosti. V chronologickém přehledu je uvedena územně administrativní příslušnost obce v roce, kdy ke změně došlo:
- 1850 země česká, kraj Pardubice, politický okres Kolín, soudní okres Kouřim[9]
- 1855 země česká, kraj Čáslav, soudní okres Kouřim
- 1868 země česká, politický okres Kolín, soudní okres Kouřim
- 1939 země česká, Oberlandrat Kolín, politický okres Kolín, soudní okres Kouřim[10]
- 1942 země česká, Oberlandrat Praha, politický okres Kolín, soudní okres Kouřim[11]
- 1945 země česká, správní okres Kolín, soudní okres Kouřim[12]
- 1949 Pražský kraj, okres Kolín[13]
- 1960 Středočeský kraj, okres Kolín
- 2003 Středočeský kraj, obec s rozšířenou působností Kolín

### Rok 1932
V městysi Cerhenice (přísl.Radímek, 1800 obyvatel, poštovní úřad, telegrafní úřad, četnická stanice, sbor dobrovolných hasičů) byly v roce 1932 evidovány tyto živnosti a obchody: lékař, autodoprava nákladní, autodrožka, bednář, biograf Sokol, 2 cukráři, Pečecká rafinerie cukru, 2 čalouníci, 4 holiči, 5 hostinců, 2 koláři, konsum, 3 kováři, 2 krejčí, malíř pokojů, 4 mlýny, 7 obuvníků, obchod s ovocem a zeleninou, 4 pekaři, 4 pískovny, pivovar, 2 pokrývači, 2 porodní asistentky, 16 rolníků, 4 řezníci, 2 sedláři, sladovna, 8 obchodů se smíšeným zbožím, spořitelní a záložní spolek pro Cerhenice, stavitel, obchod se střižním zbožím, 4 švadleny, 2 tesařští mistři, 2 trafiky, 2 truhláři, 3 velkostatky, 2 zahradnictví, zednický mistr, 2 obchody se zemskými plodinami.

## Památky
- Cukrovar (postaven v roce 1864/1871) je dnes z valné části zbořen. Dominantou nejen cukrovaru, ale také celých Cerhenic, je 66 metrů vysoký komín, dále jsou zachovány administrativní budovy, skladiště surového a bílého cukru a kanceláře. Areál je nevyužitý a chátrá. Poslední řepná kampaň na cukrovaru proběhla v roce 1997/1998.
- Barokní zámek v zámecké ulici byl postaven v letech 1771 až 1772. Poté sem byly přemístěny úřady z vedlejší tvrze. V objektu také byly hotelové pokoje Ústavu šlechtičen a sýpka. Ve 2. polovině 19. století budova přestavěna, po roce 1918 adaptována na byty a školu. Objekt je obdélníkového půdorysu, jednopatrový a krytý valbovou střechou.[7]
- Tvrz byla založena po roce 1340, renesančně přestavěna roku 1618, roku 1778 přeměněna na pivovar, po roce 1918 přeměněna na obytnou budovu. Dochovala se jednopatrová dvoukřídlá budova s valbovou střechou a hranolový výstupek jako pozůstatek po věži. Po roce 2000 byla památka velmi poškozena nevhodnou přestavbou. Zlikvidována renesanční psaníčková sgrafita, ostění z červeného nučického pískovce ze stejné doby i pamětní deska přestavby z roku 1618. Nicméně vhodným postupem je záchrana stále možná, neboť dispozice budovy jsou ještě zachovány.[7]
- Barokní kostel sv. Jana Nepomuckého byl postaven v letech 1734 až 1735 šternberskými majiteli cerhenického panství. Ve 2. polovině 19. století, roku 1945 poškozen leteckými pumami, po válce několikrát opravován. Budova malého kostela je jednolodní, s barokním průčelím i oltářem a je postavena na stráni, na východě obce.
- Barokní socha Panny Marie Bolestné (postavena 1745) a kamenný kříž (1924) na Náměstí míru.
- Pozdně barokní statek (čp. 21) a dvě usedlosti z 19. století (čp. 18, čp. 66)
- Výklenková kaplička Panny Marie na jihu městyse, postavena roku 1800.[15]

## Galerie

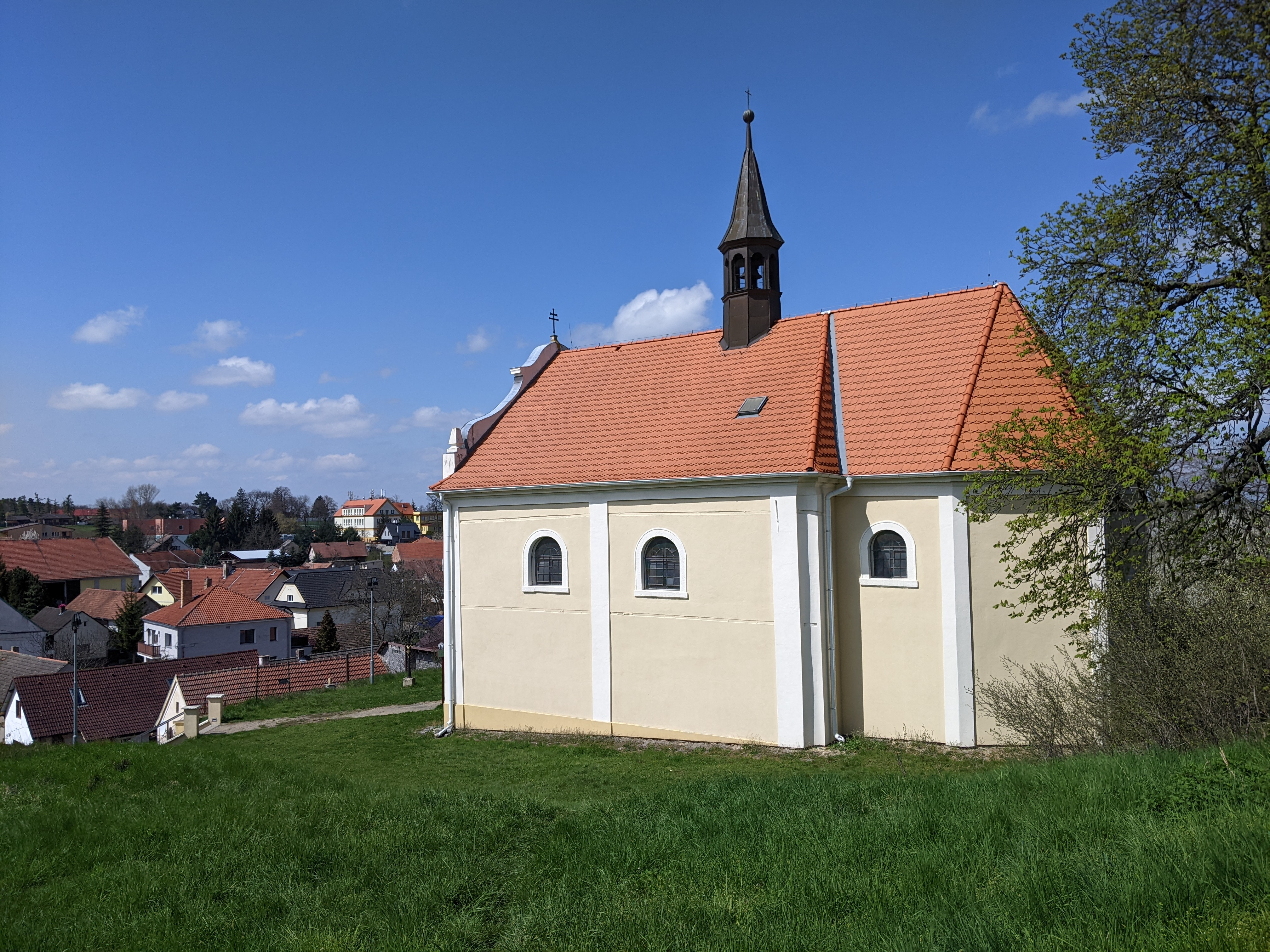
Kostel svatého Jana Nepomuckého
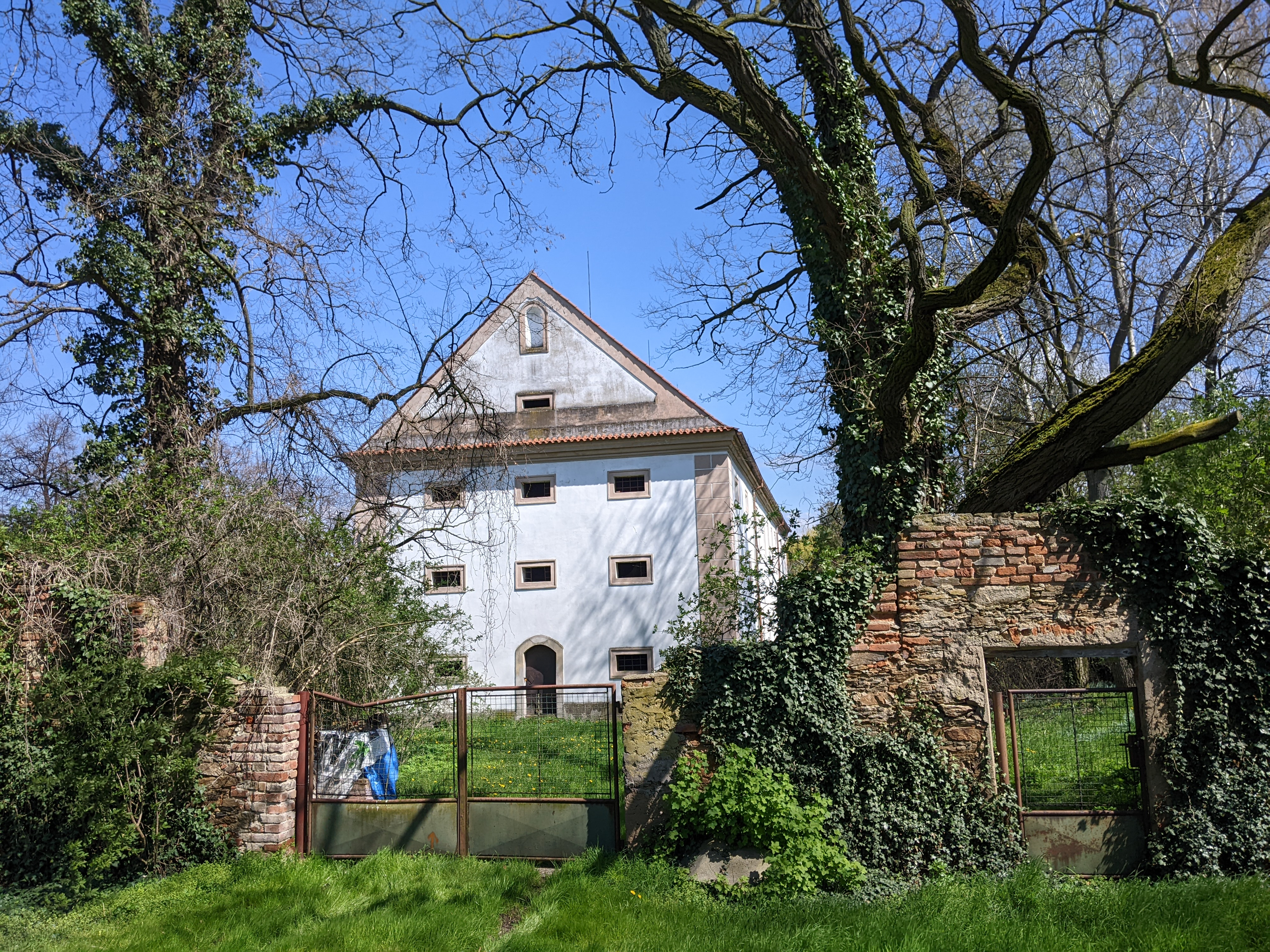
Zámek
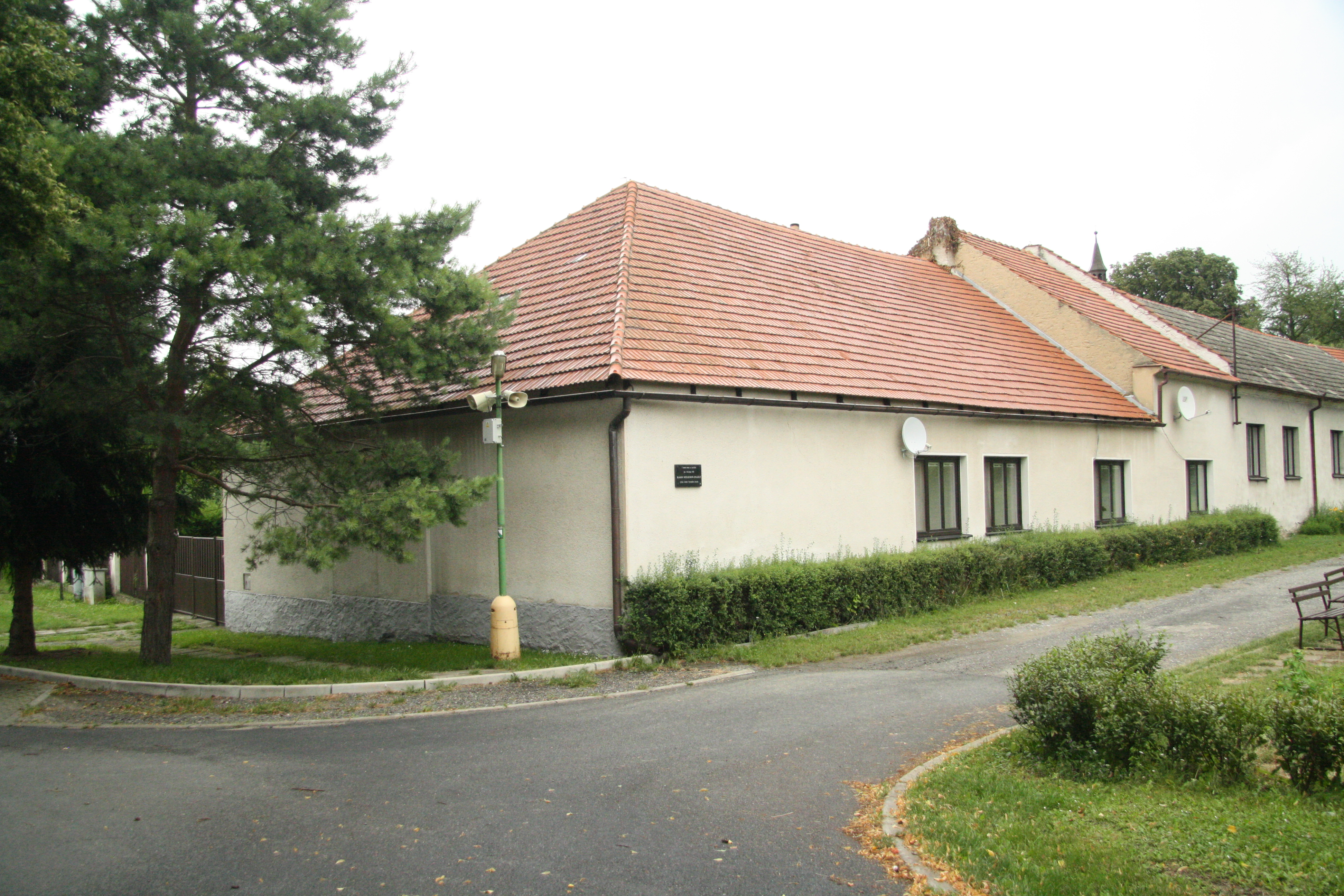
Rodný dům Blanky Waleské
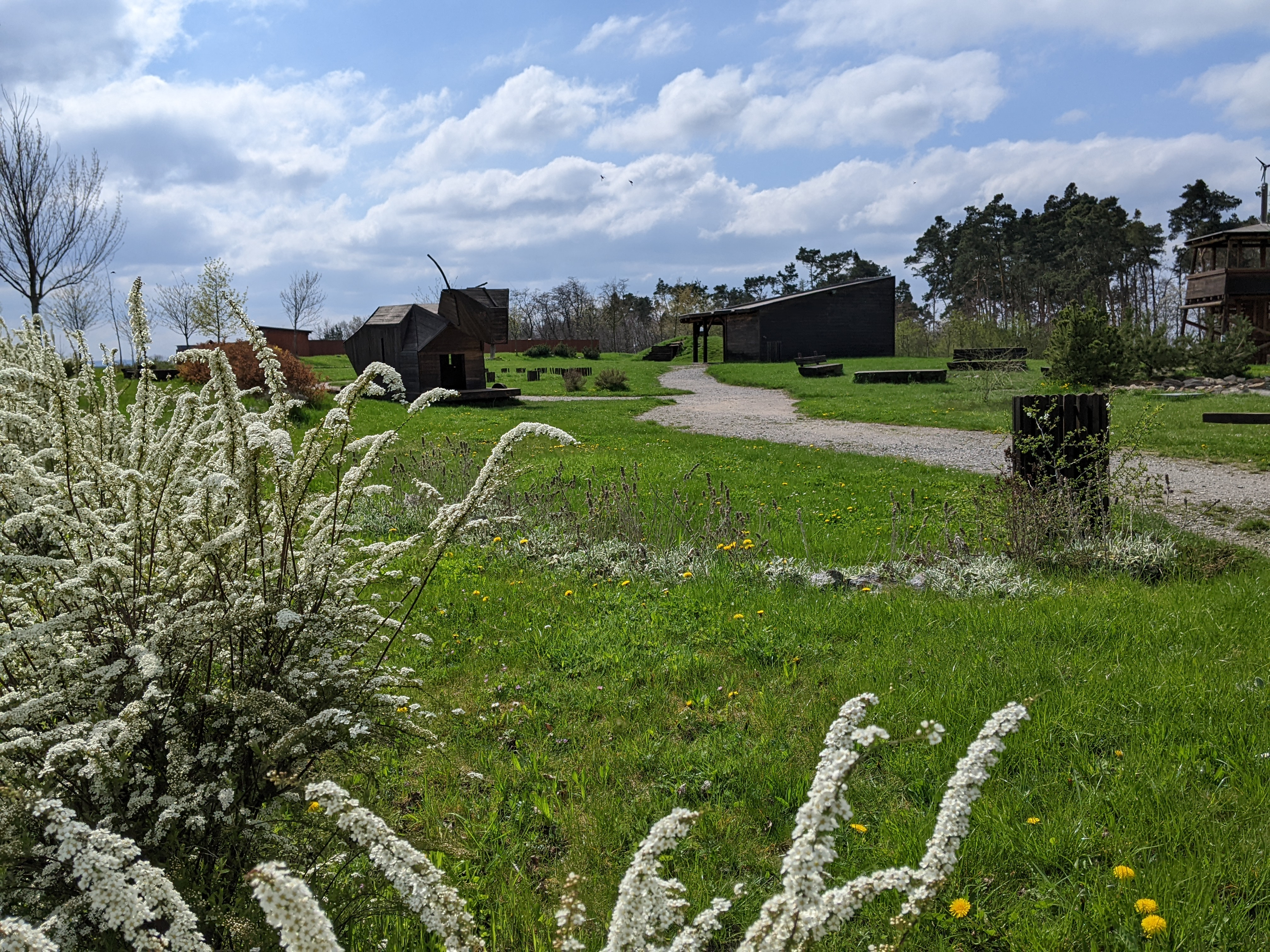
Park Květoslavy Šátkové
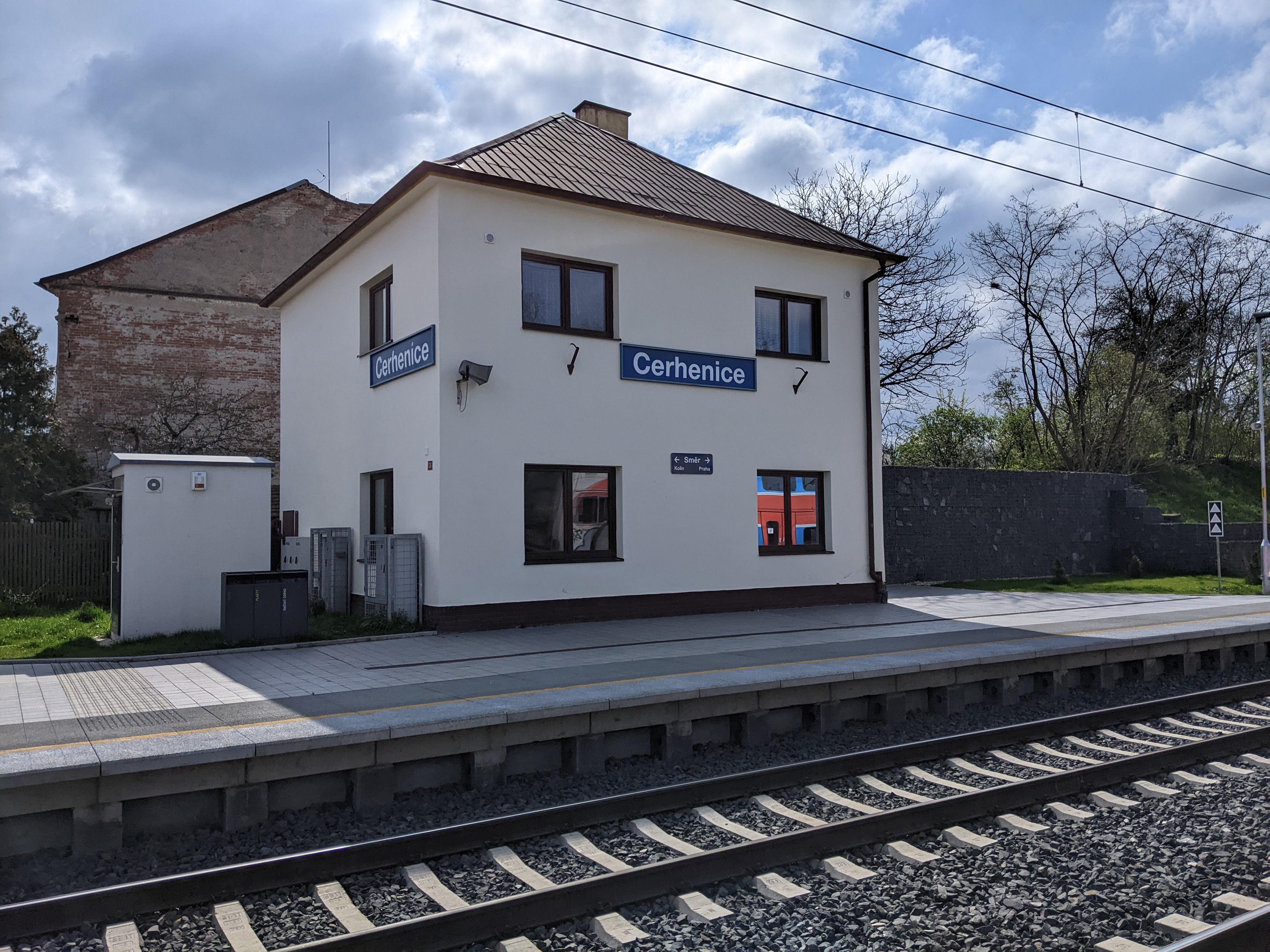
Železniční stanice

## Doprava
Dopravní síť
- Pozemní komunikace – Obcí prochází silnice III. třídy. Ve vzdálenosti 2,5 km vede silnice I/12 Praha–Kolín.

- Železnice – Obec Cerhenice leží na  železniční trati Praha – Česká Třebová. Je to dvoukolejná elektrizovaná celostátní trať zařazená do evropského železničního systému, součást 1. a 3. koridoru, doprava byla zahájena roku 1845, po trati lze jezdit rychlostí 160 km/h.

- Železniční zkušební okruh – Železniční zkušební okruh u Cerhenic má v Cerhenicích sídlo správy okruhu, zkušební trať prochází okrajem katastrálního území obce.

Veřejná doprava 2011
- Autobusová doprava – V obci měly zastávky příměstské autobusové linky Kolín - Nová Ves I - Chotutice (v pracovních dnech 4 spoje) a Poděbrady-Cerhenice-Pečky (v pracovních dnech 9 spojů) (dopravce Okresní autobusová doprava Kolín). O víkendu je obec bez autobusové dopravní obsluhy.

- Železniční doprava – Po trati 011 vede linka S1 (Praha–Kolín) v rámci pražského systému Esko. V železniční zastávce Cerhenice zastavovalo v pracovních dnech 30 párů osobních vlaků, o víkendu 23 párů osobních vlaků.

## Osobnosti
- Bohumír Jan Dlabač (1758–1820), kanovník řádu premonstrátů, vzdělanec, básník, strahovský knihovník, sběratel literárních a uměleckých faktů, hudebník
- Blanka Waleská (1910–1986), herečka
- Jan Mašín (srbsky Јован Машин/Jovan Mašin; 1817, Cerhenice – 1884, Bělehrad, Srbské království) – český lékař v Srbsku, lékař srbského knížete Michala a pak krále Milana Obrenoviće, jeden ze (3 Čechů) spoluzakladatelů Srbské lékařské společnosti a zakladatel v Srbsku společensky významné dynastie Mašínů.